# Discografia de Taio Cruz
A discografia de Taio Cruz, um cantor, compositor e produtor britânico de música dance, é composta por três álbuns de estúdio, um álbum de compilação, um álbum ao vivo, um EP, vinte e cinco singles e vinte e cinco videoclipes.
O álbum de estreia Departure foi lançado pela gravadora Island Records no Reino Unido em março de 2008 e alcançou o pico de número dezessete no UK Albums Chart, sendo certificado oficialmente como disco de ouro pela British Phonographic Industry (BPI). O primeiro e o segundo single "I Just Wanna Know" e "Moving On" respectivamente obtiveram um desempenho gráfico fraco tendo se posicionado apenas na parada britânica UK Singles Chart. O terceiro, "Come on Girl" despertou a atenção estando entre as dez primeiras colocadas de duas paradas do Reino Unido. Com participação da cantora Luciana, a canção alcançou a primeira posição no gráfico UK R&B Chart e a quinta na UK Singles Chart sendo o single de maior sucesso do álbum. O quarto single lançado do álbum, "I Can Be" alcançou a décima oitava posição no UK Singles Chart sendo seu melhor desempenho. O quinto, "She's Like a Star" obteve a vigésima posição na última parada anterior.
O segundo álbum, Rokstarr, foi lançado em outubro de 2009 e alcançou a posição de número quatorze no Reino Unido e Austrália, seu melhor desempenho foi no Canadá estando na terceira posição. O primeiro single do álbum "Break Your Heart", em versão remixada com participação do rapper Ludacris alcançou a primeira posição nas paradas americanas Billboard Hot 100 e Mainstream Top 40, na parada de singles britânicas UK Singles Chart e UK R&B e na parada canadense Canadian Hot 100. A canção recebeu certificações como disco de platina 2x pela Federação Internacional da Indústria Fonográfica (IFPI Suíça) e Australian Recording Industry Association (ARIA), de triplo pela Recording Industry Association of America (RIAA) e Music Canada, e de ouro na Áustria, Alemanha e Nova Zelândia. O segundo, "No Other One" obteve um desempenho gráfico inferior que o anterior entrando apenas na parada britânica. O terceiro, "Dirty Picture" foi lançado em 5 de abril de 2010 na Austrália. A canção apresenta a participação cantora americana Kesha, atingiu o desempenho máximo de número seis no Reino Unido e número dez na parada de singles da Irish Singles Chart e recebeu certificação de disco de ouro pela ARIA e pela RIANZ.
O segundo single, "Dynamite" se tornou a canção mais bem sucedida do álbum e de sua carreira até o momento, obteve a primeira posição em dois gráficos dos Estados Unidos e Reino Unido. Recebeu certificado de platina 7x pela ARIA e 5x pela Music Canada e platina 8x pela RIAA. O segundo, "Higher" obtêm três versões: uma com o rapper Travie McCoy, outra com a cantora Kylie Minogue, e uma com ambos. A versão de Minogue foi lançada na Europa, a versão de McCoy lançada nos Estados Unidos e no Reino Unido foi lançado a versão com partes dos dois cantores. No entanto, a versão do álbum Rokstarr possui apenas a versão solo de Taio. O terceiro, "Telling the World" foi lançado como single do álbum e parte da trilha sonora do filme Rio debutando a posição de número 21 na Áustria. O quarto single, "Falling in Love" obteve um desempenho gráfico inferior ao segundo e terceiro ficando na posição 58 na Espanha.
O terceiro álbum, TY.O, lançado em dezembro de 2011, teve seu pico na décima quinta posição na Suíça. O primeiro single do álbum, "Hangover" com participação do rapper Flo Rida, se tornou a canção mais bem sucedida do álbum ficando na primeira posição na Áustria e na parada de singles Schweizer Hitparade da Suíça, recebeu certificações de platina na Alemanha, de platina duplo na Dinamarca, platina 3x na Suécia, de quádruplo na Austrália e ouro nos Estados Unidos. O segundo "Troublemaker" teve um desempenho gráfico inferior ao primeiro alcançando a segunda posição na Escócia e Reino Unido. Foi certificado como platina pela ARIA e IFPI e como disco de ouro pela Bundesverband Musikindustrie (BMVI). O terceiro, "There She Goes", com participação do rapper Pitbull, alcançou a primeira posição na parada de singles Luxembourg Digital Songs, e segundo na Suíça. Ele foi certificado como ouro na Alemanha e Suíça. O quarto e quinto, "World in Our Hands" e "Fast Car" alcançaram a quarta e trigésima sexta posição na Alemanha, respectivamente.

## Álbuns

### Álbuns de estúdio
| Título                                                                                      | Detalhes do álbum                                                                     | Melhores posições | Melhores posições | Melhores posições | Melhores posições | Melhores posições | Melhores posições | Melhores posições | Melhores posições | Melhores posições | Melhores posições | Vendas      | Certificações              |
| Título                                                                                      | Detalhes do álbum                                                                     | UK                | AUS               | AUT               | CAN               | FRA               | ALE               | IRL               | NZL               | SUI               | EUA               | Vendas      | Certificações              |
| ------------------------------------------------------------------------------------------- | ------------------------------------------------------------------------------------- | ----------------- | ----------------- | ----------------- | ----------------- | ----------------- | ----------------- | ----------------- | ----------------- | ----------------- | ----------------- | ----------- | -------------------------- |
| Departure                                                                                   | - Lançado: 17 de março em 2008 - Gravadora: Island - Formatos: CD, download digital   | 17                | —                 | —                 | —                 | —                 | —                 | —                 | —                 | —                 | —                 |             | - : Ouro                   |
| Rokstarr                                                                                    | - Lançado: 12 de outubro de 2009 - Gravadora: Island - Formatos: CD, download digital | 14                | 14                | 36                | 3                 | 20                | 31                | 24                | 95                | 39                | 8                 | - : 289,000 | - : Ouro - : Ouro - : Ouro |
| TY.O                                                                                        | - Lançado: 2 de dezembro de 2011 - Gravadora: Island - Formatos: CD, download digital | —                 | 95                | 36                | —                 | —                 | 28                | —                 | 100               | 15                | —                 |             |                            |
| "—" denota itens que não entraram nas tabelas musicais ou não foram lançados no território. |                                                                                       |                   |                   |                   |                   |                   |                   |                   |                   |                   |                   |             |                            |

### Álbuns de compilação
| Título                  | Detalhes do álbum                                                                      | Melhores posições | Certificações |
| Título                  | Detalhes do álbum                                                                      | UK                | Certificações |
| ----------------------- | -------------------------------------------------------------------------------------- | ----------------- | ------------- |
| The Rokstarr Collection | - Lançado: 20 de setembro de 2010 - Gravadora: Island - Formatos: CD, download digital | 16                | - : Prata     |

### Álbuns ao vivo
| Título         | Detalhes do álbum                                                                |
| -------------- | -------------------------------------------------------------------------------- |
| iTunes Session | - Lançado: 4 de janeiro de 2011 - Gravadora: Island - Formatos: Download digital |

### Extended plays
| Título        | Detalhes do álbum                                                                  |
| ------------- | ---------------------------------------------------------------------------------- |
| The Fast Hits | - Lançado: 13 de dezembro de 2012 - Gravadora: Island - Formatos: Download digital |

## Singles

### Como artista principal
| Canção                                                                                      | Ano  | Melhores posições nas tabelas | Melhores posições nas tabelas | Melhores posições nas tabelas | Melhores posições nas tabelas | Melhores posições nas tabelas | Melhores posições nas tabelas | Melhores posições nas tabelas | Melhores posições nas tabelas | Melhores posições nas tabelas | Melhores posições nas tabelas | Certificações                                                               | Álbum                |
| Canção                                                                                      | Ano  | UK                            | AUS                           | AUT                           | CAN                           | ALE                           | IRL                           | HOL                           | NZL                           | SUI                           | EUA                           | Certificações                                                               | Álbum                |
| ------------------------------------------------------------------------------------------- | ---- | ----------------------------- | ----------------------------- | ----------------------------- | ----------------------------- | ----------------------------- | ----------------------------- | ----------------------------- | ----------------------------- | ----------------------------- | ----------------------------- | --------------------------------------------------------------------------- | -------------------- |
| "I Just Wanna Know"                                                                         | 2006 | 29                            | —                             | —                             | —                             | —                             | —                             | —                             | —                             | —                             | —                             |                                                                             | Departure            |
| "Moving On"                                                                                 | 2007 | 26                            | —                             | —                             | —                             | —                             | —                             | —                             | —                             | —                             | —                             |                                                                             | Departure            |
| "Come on Girl" (com participação de Luciana)                                                | 2008 | 5                             | —                             | —                             | —                             | —                             | 19                            | —                             | —                             | —                             | —                             |                                                                             | Departure            |
| "I Can Be"                                                                                  | 2008 | 18                            | —                             | —                             | —                             | —                             | 23                            | —                             | —                             | —                             | —                             |                                                                             | Departure            |
| "She's Like a Star"                                                                         | 2008 | 20                            | —                             | —                             | —                             | —                             | —                             | —                             | —                             | —                             | —                             |                                                                             | Departure            |
| "Break Your Heart"[A]                                                                       | 2009 | 1                             | 2                             | 10                            | 1                             | 5                             | 2                             | 8                             | 17                            | 1                             | 1                             | - : 3× Platina - : 2× Platina - : Platina - : Ouro - : Ouro                 | Rokstarr             |
| "No Other One"                                                                              | 2009 | 42                            | —                             | —                             | —                             | —                             | —                             | —                             | —                             | —                             | —                             |                                                                             | Rokstarr             |
| "Dirty Picture" (com participação de Kesha)                                                 | 2010 | 6                             | 16                            | —                             | 49                            | —                             | 10                            | 51 [B]                        | 11                            | —                             | 96                            | - : Ouro - : Ouro                                                           | Rokstarr             |
| "Dynamite"                                                                                  | 2010 | 1                             | 1                             | 2                             | 1                             | 3                             | 1                             | 3                             | 1                             | 3                             | 2                             | - : 5× Platina - : 5× Platina - : Platina - : Ouro - : Ouro                 | Rokstarr             |
| "Higher"[C] (com participação de Kylie Minogue ou Travie McCoy)                             | 2010 | 8                             | 25                            | 3                             | 13                            | 3                             | 7                             | 7                             | 5                             | 4                             | 24                            | - : Prata - : Ouro - : Platina - : Platina - : Platina - : Platina - : Ouro | Rokstarr             |
| "Telling the World"                                                                         | 2011 | 108                           | —                             | 21                            | —                             | 35                            | —                             | 52 [D]                        | —                             | —                             | —                             |                                                                             | Trilha sonora de Rio |
| "Falling in Love"                                                                           | 2011 | —                             | —                             | —                             | —                             | —                             | —                             | —                             | —                             | —                             | —                             |                                                                             | Rokstarr             |
| "Hangover" (com participação de Flo Rida)                                                   | 2011 | 27                            | 3                             | 1                             | 13                            | 2                             | 22                            | 5                             | 10                            | 1                             | 62                            | - : 4× Platina - : Platina - : 2× Platina - : 3× Platina - : Ouro           | TY.O                 |
| "Troublemaker"                                                                              | 2011 | 3                             | 10                            | 12                            | —                             | 6                             | 18                            | 22                            | —                             | 7                             | —                             | - : Ouro - : Platina - : Platina                                            | TY.O                 |
| "There She Goes"[E] (com participação de Pitbull)                                           | 2012 | 12                            | —                             | 8                             | 65                            | 5                             | 40                            | 45 [F]                        | —                             | 2                             | —                             | - : Ouro - : Ouro                                                           | TY.O                 |
| "World in Our Hands"                                                                        | 2012 | —                             | —                             | 5                             | —                             | 4                             | —                             | —                             | —                             | 40                            | —                             |                                                                             | TY.O                 |
| "Fast Car"                                                                                  | 2012 | 180                           | 28                            | 34                            | —                             | 39                            | —                             | —                             | —                             | —                             | —                             |                                                                             | TY.O                 |
| "Do What You Like"                                                                          | 2015 | —                             | —                             | —                             | —                             | —                             | —                             | —                             | —                             | —                             | —                             |                                                                             | Não incluso em álbum |
| "Booty Bounce" (com Tujamo)                                                                 | 2016 | —                             | —                             | —                             | —                             | 83                            | —                             | 77                            | —                             | —                             | —                             |                                                                             | Não incluso em álbum |
| "Row the Body" (com French Montana)                                                         | 2017 | —                             | —                             | —                             | —                             | —                             | —                             | —                             | —                             | —                             | —                             |                                                                             | ASA                  |
| "—" denota itens que não entraram nas tabelas musicais ou não foram lançados no território. |      |                               |                               |                               |                               |                               |                               |                               |                               |                               |                               |                                                                             |                      |

### Como artista convidado
| Canção                                                                                      | Ano  | Melhores posições nas tabelas | Melhores posições nas tabelas | Melhores posições nas tabelas | Melhores posições nas tabelas | Melhores posições nas tabelas | Melhores posições nas tabelas | Melhores posições nas tabelas | Melhores posições nas tabelas | Melhores posições nas tabelas | Melhores posições nas tabelas | Certificações                                    | Álbum                |
| Canção                                                                                      | Ano  | UK                            | AUS                           | AUT                           | CAN                           | ALE                           | IRL                           | NLD                           | NZL                           | SUI                           | EUA                           | Certificações                                    | Álbum                |
| ------------------------------------------------------------------------------------------- | ---- | ----------------------------- | ----------------------------- | ----------------------------- | ----------------------------- | ----------------------------- | ----------------------------- | ----------------------------- | ----------------------------- | ----------------------------- | ----------------------------- | ------------------------------------------------ | -------------------- |
| "Rainfall" (Nitin Sawhney com participação de Taio Cruz)                                    | 2003 | —                             | —                             | —                             | —                             | —                             | —                             | —                             | —                             | —                             | —                             |                                                  | Human                |
| "Take Me Back" (Tinchy Stryder com participação de Taio Cruz)                               | 2009 | 3                             | —                             | —                             | —                             | —                             | 16                            | —                             | —                             | —                             | —                             | - : Prata                                        | Catch 22             |
| "Second Chance" (Tinchy Stryder com participação de Taio Cruz)                              | 2010 | 22                            | —                             | —                             | —                             | —                             | 35                            | —                             | —                             | —                             | —                             |                                                  | Third Strike         |
| "Shine a Light" (McFly com participação de Taio Cruz)                                       | 2010 | 4                             | —                             | —                             | —                             | —                             | 13                            | —                             | —                             | —                             | —                             | - : Prata                                        | Above the Noise      |
| "Cryin' Over You" (Nightcrawlers com participação de Taio Cruz)                             | 2011 | —                             | —                             | —                             | —                             | —                             | —                             | —                             | —                             | —                             | —                             |                                                  | Não incluso em álbum |
| "Little Bad Girl" (David Guetta com participação de Taio Cruz & Ludacris)                   | 2011 | 4                             | 15                            | 5                             | 14                            | 5                             | 8                             | 29                            | 19                            | 7                             | 70                            | - : Prata - : Platina - : Ouro - : Ouro - : Ouro | Nothing but the Beat |
| "—" denota itens que não entraram nas tabelas musicais ou não foram lançados no território. |      |                               |                               |                               |                               |                               |                               |                               |                               |                               |                               |                                                  |                      |

## Vídeos musicais

### Como artista principal
| Canção                                            | Ano  | Diretor(es)       |
| ------------------------------------------------- | ---- | ----------------- |
| "I Just Wanna Know"                               | 2006 | Andy Hylton       |
| "Moving On"                                       | 2007 | Shane Stirling    |
| "Come on Girl" (com participação de Luciana)      | 2008 | Alex Herron       |
| "I Can Be"                                        | 2008 | Alex Herron       |
| "She's Like a Star"                               | 2008 | Alex Herron       |
| "Break Your Heart" (com participação de Ludacris) | 2009 | Alex Herron       |
| "No Other One"                                    | 2009 | Alex Herron       |
| "Break Your Heart"                                | 2009 | Alex Herron & Taj |
| "Dirty Picture" (com participação de Kesha)       | 2010 | Alex Herron       |
| "Dynamite"                                        | 2010 | Alex Herron       |
| "Higher" (com participação de Kylie Minogue)      | 2010 | Alex Herron       |
| "Higher" (com participação de Travie McCoy)       | 2010 | Alex Herron       |
| "Falling in Love"                                 | 2011 | Phil Heyes        |
| "Telling the World"                               | 2011 | Alex Herron       |
| "Hangover"                                        | 2012 | Martin Weisz      |
| "Troublemaker"                                    | 2012 | Martin Weisz      |
| "There She Goes"                                  | 2012 | Alex Herron       |
| "Fast Car"                                        | 2012 | Colin Tilley      |
| "Do What You Like"                                | 2015 | Ray Kay           |
| "Booty Bounce" (com Tujamo)                       | 2015 | Ryan Staake       |

### Como artista convidado
| Canção                                                                    | Ano  | Diretor(es)  |
| ------------------------------------------------------------------------- | ---- | ------------ |
| "Take Me Back" (Tinchy Stryder com participação de Taio Cruz)             | 2009 | Emil Nava    |
| "Second Chance" (Tinchy Stryder com participação de Taio Cruz)            | 2010 | Emil Nava    |
| "Shine a Light" (McFly com participação de Taio Cruz)                     | 2010 | Phil Griffin |
| "Cryin' Over You" (Nightcrawlers com participação de Taio Cruz)           | 2011 | Alex Herron  |
| "Little Bad Girl" (David Guetta com participação de Taio Cruz e Ludacris) | 2011 | Dave Meyers  |